# Paweł Olszewski
Paweł Olszewski (Breslavia, 7 giugno 1999) è un calciatore polacco, difensore del Polonia Varsavia in prestito dallo Jagiellonia.

## Carriera

### Club
Cresciuto calcisticamente nella Wrocław Academy Wrocław, nel 2015 firma il suo primo contratto da calciatore con lo Jagiellonia, con cui debutta in prima squadra il 14 maggio 2016, nell'incontro di Ekstraklasa vinto per 1-3 in trasferta contro il Korona Kielce. Nei successivi anni viene prestato al Wigry Suwałki e allo Stal Mielec, in seconda divisione. Nel gennaio 2020, rientrato dal prestito allo Stal Mielec, inizia a giocare con maggiore regolarità con lo Jagiellonia.

### Nazionale
Ha rappresentato le nazionali giovanili polacche, dall'Under-16 all'Under-20.

## Statistiche

### Presenze e reti nei club
Statistiche aggiornate al 28 giugno 2022.
| Stagione        | Squadra         | Campionato      | Campionato | Campionato | Coppe nazionali | Coppe nazionali | Coppe nazionali | Coppe continentali | Coppe continentali | Coppe continentali | Altre coppe | Altre coppe | Altre coppe | Totale | Totale |
| Stagione        | Squadra         | Comp            | Pres       | Reti       | Comp            | Pres            | Reti            | Comp               | Pres               | Reti               | Comp        | Pres        | Reti        | Pres   | Reti   |
| --------------- | --------------- | --------------- | ---------- | ---------- | --------------- | --------------- | --------------- | ------------------ | ------------------ | ------------------ | ----------- | ----------- | ----------- | ------ | ------ |
| 2015-2016       | Jagiellonia     | EK              | 1          | 0          | CP              | -               | -               |                    | -                  | -                  |             | -           | -           | 1      | 0      |
| 2017-2018       | Wigry Suwałki   | 1L              | 5          | 0          | CP              | 1               | 0               |                    | -                  | -                  |             | -           | -           | 6      | 0      |
| 2018-2019       | Wigry Suwałki   | 1L              | 22         | 0          | CP              | 1               | 0               |                    | -                  | -                  |             | -           | -           | 23     | 0      |
| 2019-gen. 2020  | Stal Mielec     | 1L              | 9          | 0          | CP              | 2               | 0               |                    | -                  | -                  |             | -           | -           | 11     | 0      |
| gen.-giu. 2020  | Jagiellonia     | EK              | 1          | 0          | CP              | -               | -               |                    | -                  | -                  |             | -           | -           | 1      | 0      |
| 2020-2021       | Jagiellonia     | EK              | 17         | 0          | CP              | 1               | 0               |                    | -                  | -                  |             | -           | -           | 18     | 0      |
| 2021-2022       | Jagiellonia     | EK              | 13         | 0          | CP              | 0               | 0               |                    | -                  | -                  |             | -           | -           | 13     | 0      |
| Totale carriera | Totale carriera | Totale carriera | 68         | 0          |                 | 5               | 0               |                    | -                  | -                  |             | -           | -           | 73     | 0      |

## Palmarès

### Club

#### Competizioni nazionali
- Campionato polacco: 1

Jagiellonia: 2023-2024